# Crosbya straminea
Crosbya straminea là một loài Rêu trong họ Hookeriaceae. Loài này được (Mitt. ex Beckett) Vitt mô tả khoa học đầu tiên năm 1977.